# Der Blaulicht Report
Der Blaulicht Report (so die Eigenschreibweise) ist ein Pseudo-Doku-Soap-Format von RTL über die Arbeit verschiedener Berufsgruppen wie Feuerwehr, Polizei und Rettungsdienst.

## Inhalt
In der Sendung werden Einsätze verschiedener Berufsgruppen nachgestellt. Die Einsätze sind dabei oft an tatsächliche Geschehnisse angelehnt. In einigen Fällen ist allerdings auch ein großes Maß an Fiktion anzumerken. Der Sender RTL legt jedoch großen Wert darauf, dass die darstellenden Polizisten einen tatsächlichen adäquaten beruflichen Hintergrund besitzen, also entweder aktive oder zumindest ehemalige Beamte der Bundes- oder Landespolizei sind bzw. waren. In einem Interview bestätigte der Darsteller PHK Hannes Sauer, dass es sich bei allen Polizistendarstellern ausschließlich um echte Polizisten handelt. Die Nebenrollen werden mit professionellen Darstellern oder Laiendarstellern besetzt. Die ermittelnden Polizisten bekommen kein Drehbuch und müssen an den Drehorten so wie in ihrem Berufsalltag handeln und Maßnahmen einleiten, die Laienschauspieler spielen per Drehbuch eine Szenerie, die die Polizisten moderieren und auflösen müssen.

## Ausstrahlung
Die erste Ausstrahlung erfolgte am 24. August 2015. Zuvor liefen bereits Folgen der Serie testweise unter dem Titel
Verdachtsfälle. Aufgrund der damals teilweise sehr hohen Quoten von über 20 % widmete der Sender dem Blaulicht Report einen eigenen Sendeplatz täglich von 14:00 bis 15:00 Uhr. Seit 2016 lief von 15:00 bis 16:00 Uhr eine weitere Folge. Es wurden nun auch andere Scripte (z. B. Augenzeugen Spezial, Wache Köln Ost, Betrugsfälle spezial) unter dem Namen Blaulicht Report gesendet. Am 19. Mai 2017 wurde die letzte Folge ausgestrahlt, am 22. Mai 2017 hat RTL den Blaulicht Report eingestellt, es wurden zur gewohnten Sendezeit allerdings noch Wiederholungen gezeigt. Der Augenzeugen Spezial Blaulicht Report wurde ab dem Sommer 2016 von Filmpool bis Sommer 2017 produziert, die letzten Folgen hiervon wurden bis März 2018 ausgestrahlt. 
Seit dem 10. Oktober 2022 werden beim kleinen Tochterfernsehsender RTLup Wiederholungen der Serie gezeigt.
Mitte Mai 2024 kehrte die Sendung unter dem Titel Der Blaulicht Report - Die neuen Einsätze mit neuen Folgen in das Hauptprogramm von RTL zurück. Die Serie läuft seither im Nachmittagsprogramm um 17:00 Uhr. Die Sendungsdauer beträgt – anders als bei den Erstauflagen – rund 30 Minuten.

## Ermittelnde Polizisten/Rettungsteam
Bei den Darstellern der Polizisten gab es regelmäßig neue Gesichter. Von Anfang an dabei und zu den Hauptfiguren zählten die Streifenbeamten Martin Hintzen, Lars Greiner (gespielt von Martin Scheidt), Julian Zimmling (gespielt von Paul Philipp Altmann), Pia Momsen, Markus Singer, Christian Dillenbach, Holger Peters und Thomas Michels. Die ursprünglich ermittelnde Streifenbeamtin Julia Renzmann kam später nicht mehr zum Einsatz. Ihr folgten die Figuren Tessa Kemper und Manuela Jablonski. Bei den männlichen Rollen kamen Axel Breuer, Hannes Sauer, Patrick Stiller, Piet Niedermeier, Nico Scheuer, Dario Kovac, Uwe Schneider, Steven Trang, Jasper Hendricks, Benjamin Schütze, Felix Borchert, Jan Hagmeier, Hauke Mertesacker (gespielt von Oliver Ritz), Henning Lambert, Oliver Herms, Katrin Lessing, Ilka Tietze, Mesut Özbek und Dennis Sommer hinzu. Bei dem von der Firma Filmpool ab 2016 produzierten Blaulichtreport Spezial und Augenzeugen Report Folgen wurden überwiegend das Ermittlerduo Ann-Catrin Helms und Hauke Mertesacker sowie Reiner Holleyn und Simon Funke eingesetzt. Beim Rettungsteam waren von Anfang an Tolga Seker als Rettungssanitäter und Holger Liebermann als Notarzt dabei. Das dritte Rettungsmitglied stellte die Firma Fire & Rescue Service (FRS) für die Produktion zur Verfügung. In der Neuauflage sind seit 2024 drei Polizistenduos im Einsatz, darunter Stephan Sindera und Paul Richter, die bereits in früheren Formaten wie Auf Streife mitwirkten.

## Hintergrund
Die Sendungen sind bis zu 30 Tage nach ihrer Ausstrahlung auf RTL+ abrufbar. Alle Folgen werden in Hürth, Köln und Umgebung gedreht. Obwohl die Beamten als Rufnamen der Leitstelle „Arnold“ verwenden, wird Köln nicht als Ort bespielt. Die Straßennamen werden überwiegend frei erfunden.

## Kritik
Hans Hoff kritisierte in seiner Rubrik Das Hoff zum Sonntag im Medienmagazin DWDL.de, dass die Ordnungshüter lediglich eine Spielfläche seien, auf der RTL seine „Quotensucht“ auslebe. Außerdem merkte er an, dass Neuankömmlinge in Deutschland gerade zu Zeiten der Flüchtlingskrise möglicherweise durch die Sendung den Eindruck erhalten, dass man mit Polizisten relativ risikofrei umgehen kann. Gerade aber in Zeiten, in denen der Stand der Polizei in Deutschland sowieso nicht der beste sei und das Verhalten dieser als zu lasch wahrgenommen werde, könnte das durch die Sendung vermittelte Polizistenbild eventuell sogar der Realität näher kommen, als man dies noch vor einem Jahr ahnen konnte.